# Виктор Ганчев (фудбалер)
Виктор Пламенов Ганчев (Софија, 8. марта 1999) бугарски је фудбалски голман.

## Каријера
Ганчев је до лета 2017. године био члан омладинске екипе Лудогореца из Разграда. Након тога је прешао у редове аустријског нижелигаша Оберндорфа, а након краће паузе у каријери, бранио је и за Мархтренк. Своју инострану каријеру, Ганчев је наставио у септембру 2019. године, када је приступио српском прволигашу Радничком из Пирота. За клуб је дебитовао у 14. колу тог такмичења, у поразу од Динама у Врању. Ганчев је, тако, услед повреде првог голмана, Растка Шуљагића, добио прилику да брани у континуитету, док је у 18. колу, против београдског Синђелића, изабран за најбољег појединца на терену у минималној победи свог тима. Тренер Дејан Челар га је најчешће користио као једног од два играча са страним пасошем у званичним протоколима Прве лиге Србије, те је Ганчев уписао укупно 9 наступа у Првој лиги Србије током јесењег дела такмичарске 2019/20. Клуб је напустио током зимске паузе исте сезоне.

## Статистика

#### Клупска
Ажурирано 7. јануара 2020.
| Клуб           | Сезона   | Лига                | Лига    | Лига   | Национални куп | Национални куп | Европа  | Европа | Остало  | Остало | Укупно  | Укупно |
| Клуб           | Сезона   | Дивизија            | Наступа | Голова | Наступа        | Голова         | Наступа | Голова | Наступа | Голова | Наступа | Голова |
| -------------- | -------- | ------------------- | ------- | ------ | -------------- | -------------- | ------- | ------ | ------- | ------ | ------- | ------ |
|                |          |                     |         |        |                |                |         |        |         |        |         |        |
| Оберндорф      | 2017/18. | Лига Доње Аустрије  | 13      | 0      | —              | —              | —       | —      | —       | —      | 13      | 0      |
|                |          |                     |         |        |                |                |         |        |         |        |         |        |
| Мархтренк      | 2018/19. | Лига Горње Аустрије | 5       | 0      | —              | —              | —       | —      | —       | —      | 5       | 0      |
|                |          |                     |         |        |                |                |         |        |         |        |         |        |
| Раднички Пирот | 2019/20. | Прва лига Србије    | 9       | 0      | —              | —              | —       | —      | —       | —      | 9       | 0      |
|                |          |                     |         |        |                |                |         |        |         |        |         |        |
| Каријера       | Каријера | Каријера            | 27      | 0      | —              | —              | —       | —      | —       | —      | 27      | 0      |
|                |          |                     |         |        |                |                |         |        |         |        |         |        |